# Dissipador tèrmic

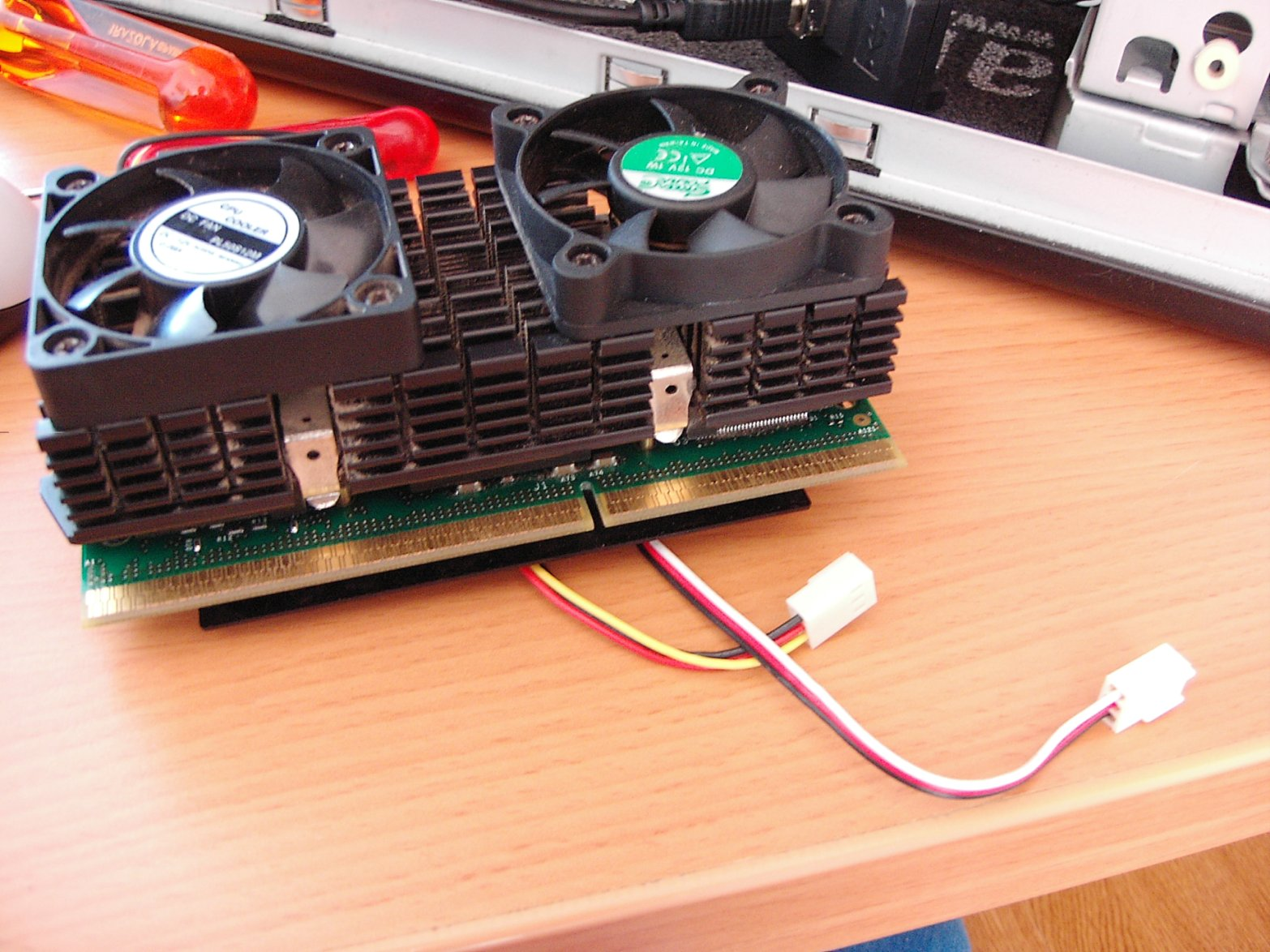
Processador Pentium III a 800 MHz (amb connexió Slot 1), que porta incorporat un dissipador allargat, i dos ventiladors, cada un ells amb un cable d'alimentació per a ser connectat a la placa base.

Un  dissipador tèrmic  és un element físic, sense parts mòbils, destinat a eliminar l'excés de calor de qualsevol element.
El seu funcionament es basa en la segona llei de la termodinàmica, transferint a l'aire la calor de la part calenta que es desitja dissipar. Aquest procés es propicia augmentant la superfície de contacte amb l'aire permetent així una eliminació més ràpida de la calor excedent.

## Disseny

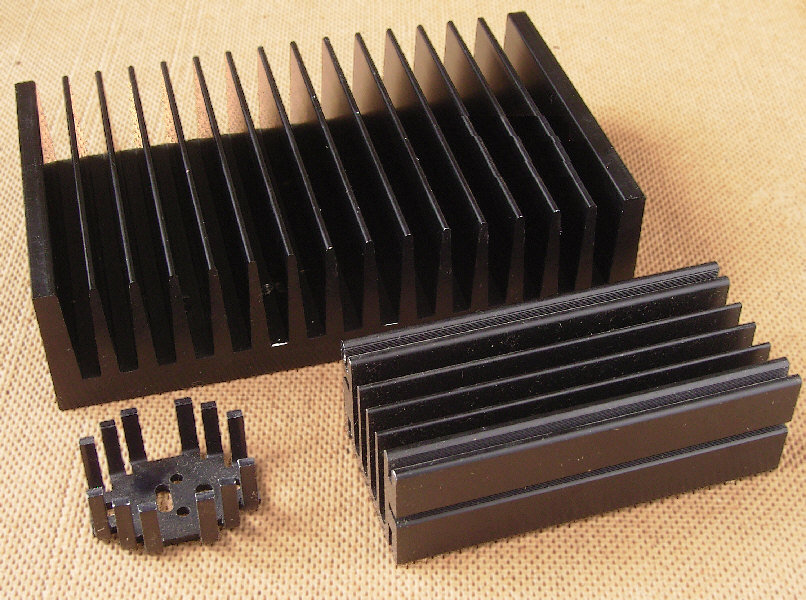
Dissipadors.

Un dissipador extreu la calor del component que refrigera i l'evacua a l'exterior, normalment a l'aire. Per a això es necessita una bona conducció de calor a través d'aquest, pel que se solen fabricar d'alumini per la lleugeresa, però també de coure, millor conductor de la calor, però més pesat.
En el cas habitual, el dissipador està en íntim contacte amb el dispositiu que refrigera, emprant greix de silicona o làmines termoconductors per assegurar una baixa resistència tèrmica entre el component i el dissipador. Per evacuar la calor a l'ambient, s'augmenta la superfície del dissipador mitjançant aletes o varetes, el disseny varia depenent de si hi ha circulació forçada de l'aire o només convecció natural.
L'acabat sol ser negre per millorar la radiació, però moltes vegades es deixa el metall exposat i únicament es protegeix de la corrosió. L'acabat no ha d'augmentar la resistència tèrmica.

## Dispositius electrònics
En els dispositius electrònics se solen usar per evitar un augment de la temperatura en alguns components. Per exemple, s'empra sobre transistor és en circuits de potència per evitar que les altes temperatures puguin arribar a cremar-los.
En els ordinadors el seu ús és intensiu, com per exemple en algunes targetes gràfiques o al microprocessador per evacuar la calor procedent de la commutació dels transistors. No obstant això, de vegades la calor generada en els components és massa elevat com per poder emprar dissipadors de dimensions raonables, arribant a ser necessàries utilitzar altres formes de refrigeració com la refrigeració líquida.
Els fabricants d'ordinadors acostumen a incloure un dissipador i un o més ventiladors, encara que no siguin estrictament necessaris, ja que és una manera barata de prevenir els possibles problemes que pugui haver per pics de potència dissipada en el component o increments en la temperatura ambient de l'entorn de treball.

## Nota
1. ↑  David Jou. Mecànica estadística i biologia molecular.  Univ. Autònoma de Barcelona, 1989, p. 9–. ISBN 9788474886252 [Consulta: 12 juny 2011].